# Zuzana Bydžovská
Zuzana Bydžovská (ur. 10 października 1961 w Moście) – czeska aktorka filmowa i teatralna.

## Życiorys
W 1982 roku ukończyła Konserwatorium w Pradze. Trzykrotnie nagrodzona Czeskim Lwem.

## Filmografia
- 1987: Uciekajmy, nadchodzi!
- 1997: Guzikowcy
- 2000: Kytice
- 2005: Opowieści o zwyczajnym szaleństwie
- 2007: Ogólniak
- 2008: Mój nauczyciel
- 2010: Mamas & Papas
- 2011: Idealne dni
- 2011: Lidice
- 2015: Siedmiu zaklętych braci